# Airwolf 2
Airwolf 2 o Airwolf II (variante usata solo nella schermata introduttiva) è un videogioco sparatutto a scorrimento sulla serie televisiva Airwolf, pubblicato nel 1987 per gli home computer Amstrad CPC, Commodore 16, Commodore 64 e ZX Spectrum dalla Elite Systems.
È il seguito di Airwolf, ma come aspetto e meccaniche non ha niente a che vedere con il predecessore, e ha un tema ancora più fantascientifico: qui l'elicottero della serie televisiva combatte contro astronavi.
Le prime uscite del gioco nel 1987 furono all'interno di raccolte pubblicate dalla Hit-Pak, etichetta della Elite Systems dedicata alle raccolte: in Trio per Amstrad CPC, Commodore 64 e ZX Spectrum, insieme a 3DC (o Cataball su C64) e Great Gurianos, e in Best of Elite Vol.2 per Commodore 16, insieme a Bomb Jack II, Ghosts 'n Goblins e Paperboy. Come titolo a sé stante uscì poi nel 1989, pubblicato dalla Encore, etichetta della Elite dedicata alle riedizioni economiche.

## Modalità di gioco
Il giocatore controlla il super elicottero Airwolf nel tradizionale scenario in cui si deve salvare l'umanità dalla minaccia aliena. A differenza del primo e più intricato Airwolf, questo è un classico e ordinario sparatutto con azione lineare.
Lo scenario è bidimensionale a scorrimento orizzontale continuo verso sinistra. Lo sfondo è di tipo spaziale con stelle scorrevoli. L'elicottero, visto di profilo, può muoversi in tutte le direzioni e sparare verso sinistra.
Possono esserci ostacoli da evitare, come montagne e piattaforme sospese, talvolta anche passaggi molto stretti.
Ricompaiono anche i muri fatti di blocchetti da distruggere pezzo per pezzo sparando, come quelli tipici del primo Airwolf.
Si affrontano diversi tipi di nemici volanti o postazioni fisse che sparano. I movimenti nemici seguono schemi predefiniti.
Nella versione Commodore 64, strutturalmente diversa da quelle per Amstrad e Spectrum (tra loro simili e caratterizzate da grafica principale monocromatica), ci sono anche diversi scontri con boss.
L'elicottero inizialmente è armato con proiettili, ma si possono guadagnare armamenti e altri power-up raccogliendo piccoli oggetti pulsanti, tutti uguali. Il giocatore decide quando attivare il potenziamento; quello attivabile varia con la quantità di oggetti raccolti. Si possono ottenere sparo doppio, smart bomb, un laser più lento ma più potente, velocità extra, scudo protettivo.